# Schizaspidia andamanensis
Schizaspidia andamanensis är en stekelart som först beskrevs av Mani 1942.  Schizaspidia andamanensis ingår i släktet Schizaspidia och familjen Eucharitidae. Inga underarter finns listade i Catalogue of Life.